# Angraecum viride
Angraecum viride är en orkidéart som beskrevs av Friedrich Fritz Wilhelm Ludwig Kraenzlin. Angraecum viride ingår i släktet Angraecum och familjen orkidéer. Inga underarter finns listade i Catalogue of Life.